# Daniele da Volterra
Daniele Ricciarelli, mais conhecido como Daniele da Volterra (Volterra, 1509 — Roma, 4 de abril de 1566), foi um pintor do maneirismo e escultor italiano.
Foi discípulo de Michelangelo. Quando, em 1564, a obra Juízo Final, pintada por seu mestre na parede do altar da Capela Sistina, foi considerada escandalosa pela Igreja Católica por causa da nudez das figuras retratadas, Daniele ficou encarregado de "vesti-las" (após a morte do mestre), o que lhe acabou custando o apelido de braghettone.